# Samborombón, Argentina
Samborombón är en ort i Argentina.   Den ligger i provinsen Buenos Aires, i den centrala delen av landet, 70 km söder om huvudstaden Buenos Aires. Samborombón ligger 19 meter över havet och antalet invånare är 198.
Terrängen runt Samborombón är mycket platt. Närmaste större samhälle är Brandsen, 7,0 km nordost om Samborombón.
Samborombón omnämns i Evert Taubes visa Fritiof och Carmencita, där byn beskrivs som liggande i närheten av viken Río de la Plata.